# Didelphimorphia
Ordre
Les didelphimorphes (Didelphimorphia) sont un ordre de mammifères marsupiaux comprenant les vrais opossums vivant sur le continent américain. Les opossums ont probablement divergé des primitifs Ameridelphia d'Amérique du Sud du Crétacé et du Paléocène inférieur.
Les didelphimorphes sont des marsupiaux de petite taille ou de taille moyenne. Ce sont des omnivores semi-arboricoles, avec quelques exceptions. La plupart des membres de ce taxon ont de longs museaux, une boîte crânienne étroite, et une crête sagittale proéminente (= une crête osseuse longitudinale au centre du crâne). La formule dentaire inclut 5 incisives (4 sur la mâchoire inférieure), 1 canine, 3 prémolaires et 4 molaires.  Selon les standards des mammifères, c'est une mâchoire très complète. Les incisives sont très petites, les canines, grandes.  Les molaires sont tricuspides.
Les Didelphimorphes sont plantigrades. Plus rare, les pattes postérieures ont des pouces opposables sans griffe. Les ongles sont autrement rares dans le monde animal mais communs chez les primates. Leur queue, parfois préhensile, ne leur permet pas de se suspendre aux branches. L'estomac est simple, avec un petit cæcum. L'appareil reproducteur des Opossums est très simple, avec un marsupium réduit. Ceci signifie que les embryons naissent à un stade très précoce. Les femelles sont généralement plus grosses que les mâles.
Les Didelphimorphes sont des omnivores opportunistes avec un régime alimentaire très large. Leur biologie peu spécialisée, leur régime alimentaire peu strict et leur stratégie reproductive ont fait leur succès dans les divers milieux qu'ils ont colonisé. C'est peut-être ainsi qu'ils ont pu s'installer en Amérique du Nord.
Il ne faut pas les confondre avec les possums qui, d'après les conventions des zoologues d'Océanie, désignent en anglais l'ordre des Phalangeriformes qui ont une queue préhensile leur permettant de se suspendre aux branches.

## Classification
Les membres de cet ordre sont classés en une seule famille et un genre incertae sedis :
- Incertae Sedis :
  - genre Hyladelphys
    - opossum de Kalinowski (Hyladelphys kalinowskii)
- famille Didelphidae
  - sous-famille Caluromyinae Kirsch, 1977
    - genre Caluromys
    - genre Caluromysiops

  - sous-famille Glironiinae
    - genre Glironia (placé par ITIS sous Caluromyinae)

  - sous-famille Didelphinae Gray, 1821
    - genre Chacodelphys (non reconnu par ITIS)
    - genre Chironectes Illiger, 1811
    - genre Cryptonanus
    - genre Didelphis Linnaeus, 1758
    - genre Gracilinanus Gardner & Creighton, 1989
    - genre Hyladelphys Voss, Lunde, & Simmons, 2001
    - genre Lestodelphys Tate, 1934
    - genre Lutreolina Thomas, 1910
    - genre Marmosa Gray, 1821
    - genre Marmosops Matschie, 1916
    - genre Metachirus Burmeister, 1854
    - genre Micoureus Lesson, 1842
    - genre Monodelphis Burnett, 1830
    - genre Philander Brisson, 1762
    - genre Thylamys Gray, 1843
    - genre Tlacuatzin Voss & Jansa, 2003